# 발가메 디오스
《발가메 디오스》(스페인어: Válgame Dios)는 2012년 방영된 베네수엘라의 텔레노벨라이다.